# Allobates caeruleodactylus
Espèce
Synonymes
- Colostethus caeruleodactylus Lima & Caldwell, 2001

Statut de conservation UICN

 DD  : Données insuffisantes
Allobates caeruleodactylus est une espèce d'amphibiens de la famille des Aromobatidae.

## Répartition
Cette espèce est endémique de l'Amazonas au Brésil. Elle se rencontre à Castanho et à Canutama.

## Publication originale
- Lima & Caldwell, 2001 : A new Amazonian species of Colostethus with sky blue digits. Herpetologica, vol. 57, no 2, p. 180-189.